# 張璿 (順治進士)
張璿（？—？），字在茲，河南永寧人。清朝政治人物、進士出身。
順治六年，登進士，改庶吉士。未散館特改兵科給事中。官至江南廬鳳道。

## 家庭
- 父張鼎延，明朝进士、清初兵部侍郎。
- 岳父明末清初书画家王鐸 (天啟進士)。